# Dorcadion kozanii
Dorcadion kozanii là một loài bọ cánh cứng trong họ Cerambycidae.